# Mereșor, Boureni
Mereșor (în ucraineană Мерешор) este un sat în comuna Koloceava din raionul Boureni, regiunea Transcarpatia, Ucraina.

## Demografie
Componența lingvistică a localității Mereșor
     Ucraineană (100%)
Conform recensământului din 2001, toată populația localității Mereșor era vorbitoare de ucraineană (100%).